# Foto-Art díj
A Foto-Art díjat 1995-ben Máthé András fotográfus a Csokonai Nemzeti Színházzal közösen alapította, melyet minden évben a Csokonai Színház évadzáróján az alapító adja át. Célja, hogy elismerje és díjazza az adott színházi évad egy kiemelkedő művészi teljesítményét. A díjazottak között szerepelnek színművészek, operaénekesek, balett-táncosok is.
A díjazott kap egy fotóalbumot, melyben színpadi szerepeiről készült fotók találhatóak, egy 30x40-es keretezett fotót és 30 000 forintot.

## A Foto-Art díj nyertesei
- 1995: Varga Éva, színész
- 1996: Laczó Zsuzsa, balettművész, koreográfus
- 1997: Majzik Edit, színész
- 1998: Várnai Szilárd, színész
- 1999: Váradi Zita, énekes (szoprán)[1]
- 2000: Garay Nagy Tamás, színész
- 2001: Réti Iringó, színész
- 2002: Koncz Lóránt, balett-táncos
- 2003: Kóti Árpád, színész
- 2004: Vranyecz Artúr, színész, rendező[2]
- 2005: Sallai Nóra, színész[3]
- 2006: Garay Nagy Tamás, színész[4]
- 2007: Ürmössy Imre, énekes (basszus)[5]
- 2008: Miske László, színész
- 2009: Szűcs Kata, színész
- 2010: Oláh Zsuzsa, színész[6]
- 2011: Újhelyi Kinga, színész[7]
- 2012: Szűcs Nelli, színész[8]
- 2013: Szalma Noémi, színész